# Charles Stuart, I barone Stuart de Rothesay
Charles Stuart, I barone Stuart de Rothesay (2 gennaio 1779 – 6 novembre 1845), è stato un diplomatico inglese.
È stato due volte ambasciatore in Francia e ha anche servito come ambasciatore in Russia tra il 1841 e il 1844.

## Biografia
Era il figlio del tenente generale l'onorevole Sir Charles Crichton-Stuart, figlio minore del primo ministro John Stuart, III conte di Bute. Sua madre era Louisa, figlia di Lord Vere Bertie, figlio minore di Robert Bertie, I duca di Ancaster e Kesteven. Studiò a Eton e Christ Church di Oxford.

## Carriera Diplomatica
Stuart entrò in carriera diplomatica nel 1801 e servì come inviato straordinario e ministro in Portogallo e Brasile tra il 1810 e il 1814. Venne nominato Cavaliere dell'Ordine del Bagno nel 1812 e giurato del Privy Council nel 1814.
Nel 1815 è stato nominato ambasciatore britannico in Francia (ed è stato brevemente anche ambasciatore in Olanda tra febbraio e maggio 1815), nel corso dei cento giorni di Napoleone, lasciò Parigi per andare a Bruxelles, all'inizio della campagna di Waterloo.
Dopo la caduta di Napoleone ritornò a Parigi, dove rimase fino al 1824. Dal 1825 al 1826 fu di nuovo inviato straordinario e Ministro per il Portogallo e il Brasile. Fu nominato Conte di Machico nel 1825 da Giovanni VI del Portogallo e marchese di Angra in Brasile nel 1826 da Maria II del Portogallo, ed è stato inoltre un Cavaliere dei portoghesi dell'Ordine della Torre e Spada.
Nel gennaio del 1828 è stato nuovamente nominato ambasciatore in Francia ed è stato elevato al rango di barone Stuart de Rothesay. Ha continuato a servire come ambasciatore in Francia fino al 1831. Nel 1841 è stato nominato ambasciatore in Russia, incarico che ricoprì fino al 1844.

## Matrimonio

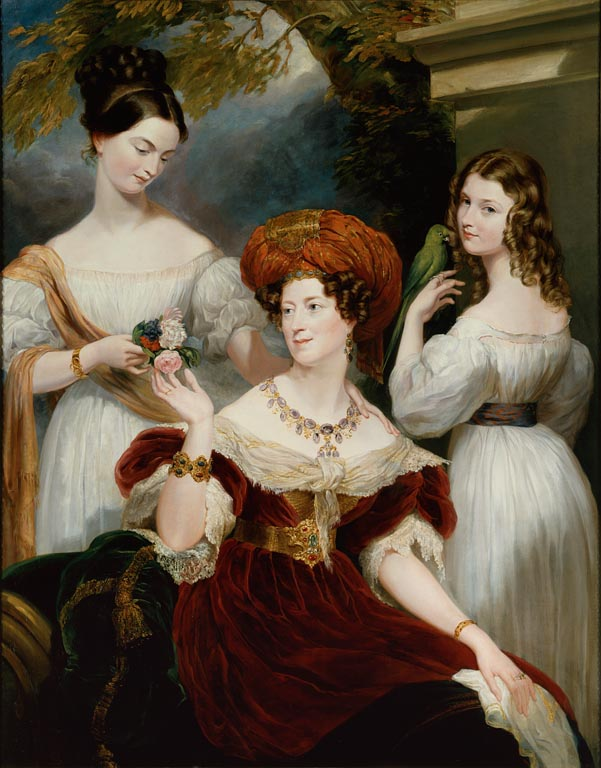
Elizabeth, Lady Stuart de Rothesay, e le figlie Charlotte (poi contessa di Canning) e Louisa (poi marchesa di Waterford), dipinto da George Hayter, 1830.

Il 6 febbraio 1816 sposò Elizabeth Margaret Hardwicke, figlia di Philip Yorke, III conte di Hardwicke. Ebbero due figlie:
- Charlotte Stuart (1817-1861), sposò Charles Canning, I conte di Canning
- Louisa Anne Stuart (1818-1891), sposò Henry Beresford, III marchese di Waterford

## Morte
Morì nel novembre del 1845, a 66 anni, quando la baronia si estinse. Lady Stuart de Rothesay morì nel giugno 1867.

## Ascendenza
|                                                |                                              |                                     | Genitori                                        |  |  | Nonni |  |  | Bisnonni                       |  |  | Trisnonni                     |  |
|                                                |                                              |                                     |                                                 |  |  |       |  |  | James Stuart, II conte di Bute |  |  | James Stuart, I conte di Bute |  |
|                                                |                                              |                                     |                                                 |  |  |       |  |  | James Stuart, II conte di Bute |  |  | James Stuart, I conte di Bute |  |
|                                                |                                              | Agnes Mackenzie                     |                                                 |  |  |       |  |  | James Stuart, II conte di Bute |  |  |                               |  |
| John Stuart, III conte di Bute                 |                                              |                                     |                                                 |  |  |       |  |  | James Stuart, II conte di Bute |  |  |                               |  |
|                                                |                                              | lady Anne Campbell                  | Archibald Campbell, I duca di Argyll            |  |  |       |  |  |                                |  |  |                               |  |
|                                                |                                              | lady Anne Campbell                  | Archibald Campbell, I duca di Argyll            |  |  |       |  |  |                                |  |  |                               |  |
|                                                |                                              | lady Anne Campbell                  | Elizabeth Tollemache                            |  |  |       |  |  |                                |  |  |                               |  |
| lord Charles Stuart                            |                                              | lady Anne Campbell                  |                                                 |  |  |       |  |  |                                |  |  |                               |  |
|                                                |                                              | Edward Wortley-Montagu              | hon. Sidney Wortley-Montagu                     |  |  |       |  |  |                                |  |  |                               |  |
|                                                |                                              | Edward Wortley-Montagu              | hon. Sidney Wortley-Montagu                     |  |  |       |  |  |                                |  |  |                               |  |
|                                                |                                              | Edward Wortley-Montagu              | Anne Wortley                                    |  |  |       |  |  |                                |  |  |                               |  |
| Mary Wortley-Montagu, I baronessa Mount Stuart |                                              | Edward Wortley-Montagu              |                                                 |  |  |       |  |  |                                |  |  |                               |  |
|                                                |                                              | lady Mary Pierrepont                | Evelyn Pierrepont, I duca di Kingston-upon-Hull |  |  |       |  |  |                                |  |  |                               |  |
|                                                |                                              | lady Mary Pierrepont                | Evelyn Pierrepont, I duca di Kingston-upon-Hull |  |  |       |  |  |                                |  |  |                               |  |
|                                                |                                              | lady Mary Pierrepont                | lady Mary Feilding                              |  |  |       |  |  |                                |  |  |                               |  |
| Charles Stuart, I barone Stuart de Rothesay    |                                              | lady Mary Pierrepont                |                                                 |  |  |       |  |  |                                |  |  |                               |  |
|                                                | Robert Bertie, I duca di Ancaster e Kesteven | Robert Bertie, III conte di Lindsey |                                                 |  |  |       |  |  |                                |  |  |                               |  |
|                                                | Robert Bertie, I duca di Ancaster e Kesteven | Robert Bertie, III conte di Lindsey |                                                 |  |  |       |  |  |                                |  |  |                               |  |
|                                                | Robert Bertie, I duca di Ancaster e Kesteven | hon. Elizabeth Wharton              |                                                 |  |  |       |  |  |                                |  |  |                               |  |
| lord Vere Bertie                               | Robert Bertie, I duca di Ancaster e Kesteven |                                     |                                                 |  |  |       |  |  |                                |  |  |                               |  |
|                                                |                                              | Albinia Farringdon                  | Thomas Farrington                               |  |  |       |  |  |                                |  |  |                               |  |
|                                                |                                              | Albinia Farringdon                  | Thomas Farrington                               |  |  |       |  |  |                                |  |  |                               |  |
|                                                |                                              | Albinia Farringdon                  | Theodosia Bettenson                             |  |  |       |  |  |                                |  |  |                               |  |
| hon. Louisa Bertie                             |                                              | Albinia Farringdon                  |                                                 |  |  |       |  |  |                                |  |  |                               |  |
|                                                |                                              | sir Cecil Wray, XI baronetto        | sir Drury Wray, IX baronetto                    |  |  |       |  |  |                                |  |  |                               |  |
|                                                |                                              | sir Cecil Wray, XI baronetto        | sir Drury Wray, IX baronetto                    |  |  |       |  |  |                                |  |  |                               |  |
|                                                |                                              | sir Cecil Wray, XI baronetto        | Anne Casey                                      |  |  |       |  |  |                                |  |  |                               |  |
| Anne Casey                                     |                                              | sir Cecil Wray, XI baronetto        |                                                 |  |  |       |  |  |                                |  |  |                               |  |
|                                                |                                              | Mary Columbine Harrison             | Edward Harrison                                 |  |  |       |  |  |                                |  |  |                               |  |
|                                                |                                              | Mary Columbine Harrison             | Edward Harrison                                 |  |  |       |  |  |                                |  |  |                               |  |
|                                                |                                              | Mary Columbine Harrison             | Joanna Taylor                                   |  |  |       |  |  |                                |  |  |                               |  |
|                                                |                                              | Mary Columbine Harrison             |                                                 |  |  |       |  |  |                                |  |  |                               |  |